# Culladiella
Culladiella là một chi bướm đêm thuộc họ Crambidae.